# Идяш (приток Большого Кизила)
Идяш — река в России, протекает по Абзелиловскому району Республики Башкортостан.
Река начинается на восточных склонах хребта Крыктытау. Устье реки находится в 106 км по левому берегу реки Большой Кизил. Длина реки составляет 21 км.
На правом берегу в верховьях располагаются село Аскарово (центр Абзелиловского района), а возле устья — деревня Идяш-Кускарово.

## Данные водного реестра
По данным государственного водного реестра России, Идяш относится к Уральскому бассейновому округу. Водохозяйственный участок реки — Урал от Магнитогорского гидроузла до Ириклинского гидроузла. Речной бассейн Идяша — Урал (российская часть бассейна).
Код объекта в государственном водном реестре — 12010000312112200002073.